# DJ Culture
«DJ Culture» (с англ. — «Диджей культура») — песня британской поп-группы Pet Shop Boys. В 1991 году она вышла синглом, который достиг 13-го места в британском музыкальном чарте.
В том же году был выпущен сингл второй версии песни — «DJ Culturemix». Он достиг 40-го места в британском музыкальном чарте.

## Смысл и значение
По словам певца Нила Теннанта, песня касается неискренности того, как в выступлениях президента Джорджа Буша во время войны в Персидском заливе, использовалась риторика Уинстона Черчилля, подобно тому, как артисты семплируют музыку других исполнителей.
В музыкальном видео поочерёдно изображены Нил Теннант и Крис Лоу в роли пары врачей, пары солдат в пустыне, облачённые в боевую одежду, судьи, председательствующего над Оскаром Уайльдом (фраза «А я, мой господин, могу я ничего не сказать?» — это близкий перессказ комментария Уайльда, когда его приговорили к каторжным работам за гомосексуальные отношения), а также арбитра футбольного матча и болельщика.
Французский отрывок в песне взят из фильма Жана Кокто «Орфея» 1950 года: в нём по радио передаются закодированные и поэтические сообщения.

## Список композиций

### 7" Parlophone (UK)
1. «DJ Culture» (4:13)
2. «Music For Boys» (3:35)

### 12" Parlophone (UK)
1. «DJ Culture» (Extended Mix) (6:52)
2. «Music For Boys» (3:35)
3. «Music For Boys» (Pt.2) (6:11)

### 12" Parlophone (UK) («DJ Culturemix»)
1. «DJ Culturemix» (5:46)
2. «Music For Boys» (Pt.3) (5:34)
3. «Overture To Perfomance» (6:15)

## Высшие положения в чартах
| Страна         | Место |
| -------------- | ----- |
| Ирландия       | 7     |
| Великобритания | 13    |
| Швеция         | 17    |
| Германия       | 19    |
| Швейцария      | 21    |
| США            | 40    |